# گاوژ
گاوژ (به هلندی: Gawege) یک منطقهٔ مسکونی در هلند است که در شهرستان ریمرس‌وال واقع شده‌است.